# Албански орел
„Албански орел“ (изписване до 1945 година: Албански орелъ, на албански: Shqypeja e Shqypenis, Shqiponja e Shqipenis), с подзаглавие Орган за политика и наука, е албански вестник, излизал в периода 1909 – 1911 година в София.
| Годишнина | Броеве  | Дата                          |
| --------- | ------- | ----------------------------- |
| I         | 1 – 24  | 18 май 1909 – 2 юни 1910      |
| II        | 1 - 16  | 14 юни 1910 - 2 април 1911    |
| III       | 41 – 42 | 5август 1911 – 20 август 1911 |

Издаван е от видния албански общественик Йосиф Багери. Вестникът излиза два пъти месечно. Първото издание на вестника е публикувано на 18 май (1 юни) 1909 година. На 5 октомври 1910 година изписването на името на вестника на албански е променено на Shqiponja e Shqipenis.